# Pruský archivní institut
Pruský institut pro archivní vědu a historické vzdělávání (oficiálním německým názvem Preußische Institut für Archivwissenschaft und geschichtswissenschaftliche Fortbildung (IfA)) byl státním školícím zařízením pro vědecké archiváře v Německé říši.

## Dějiny
Institut byl založen 30. září 1930 a sídlil v Berlíně-Dahlemu v Pruském tajném státním archivu. Sloužil k přípravě vědeckých archivářů a podléhal pruskému ministerskému prezidentovi a pruskému ministrovi pro vědu, umění a národní osvětu. V letech 1930–1936 stál v čele institutu Albert Brackmann (1871–1952) a v letech 1936–1945 Ernst Zipfel (1891–1966).
V čele institutu stál generální ředitel Pruského státního archivu, který jmenoval přednášející z řad akademických archivářů Pruského tajného státního archivu a profesorského sboru berlínské univerzity. Byl zodpovědný za sestavení učebního plánu a rozhodoval o výběru uchazečů, který byl omezen na 20 osob za semestr. Kromě odborných požadavků (státní zkouška pro profesi vysokoškolského učitele a doktorát) byly podmínkou pro přijetí také znalost latiny a moderních cizích jazyků.
V roce 1936 byl zřízen další tříletý neplacený kurz pro vyšší archivní službu. Podmínkou pro přijetí byla devítiletá školní docházka do nižšího stupně základní školy a znalost latiny a moderního cizího jazyka. Před zahájením vzdělávacího programu musel uchazeč pracovat dva roky v orgánu veřejné správy nebo v archivu.
Od roku 1943 byl pro účastníky druhé světové války zřízen šestiměsíční teoretický vzdělávací program, který se omezoval na historii, archivnictví a nacionálně socialistický světonázor. Se zrušením devátého akademického kurzu krátce před koncem války skončila v roce 1945 činnost Institutu pro archivní vědu a historické vzdělávání. Za nástupnickou instituci lze z personálního hlediska považovat marburskou archivní školu.
V Německé demokratické republice (NDR) existoval od roku 1950 Institut pro archivní vědu a přibližně od roku 1953 specializovaná škola pro archiváře ve vyšší státní službě v Postupimi. Školení pro akademické archiváře ve vyšší státní službě následovalo později na Humboldtově univerzitě v Berlíně na tamějším Institutu pro archivní vědu v historické sekci. Vzdělávací programy pro vedoucí pracovníky archivů i pro akademické archiváře byly nabízeny jako přímé i dálkové studium a byly prostupné.

## Absolventi (výběr)
- Johannes Papritz (1892–1992)
- Absolventský ročník 1932: Emil Schieche (1901–1985)
- Absolventský ročník 1934: Kurt Dülfer (1908–1973)
- Absolventský ročník 1935: Karl Ernst Demandt (1909–1990)
- Absolventský ročník 1938: Joseph Prinz (1906–2000)
- Absolventský ročník 1939: Wolfgang Leesch (1913–2006)
- Absolventský ročník 1940: Olof Ahlers (1913–1996)